# Вельке
Вельке (пол. Wielkie) — село на сході Польщі, у гміні Абрамів Любартівського повіту Люблінського воєводства.
Населення — 467 осіб (2011).
Розташоване на відстані 23 км від Любартова, і 31 км від Любліна, та 3 на захід від Абрамува.

## Демографія
Демографічна структура станом на 31 березня 2011 року:
|          | Загалом | Допрацездатний вік | Працездатний вік | Постпрацездатний вік |
| -------- | ------- | ------------------ | ---------------- | -------------------- |
| Чоловіки | 239     | 55                 | 152              | 32                   |
| Жінки    | 228     | 48                 | 123              | 57                   |
| Разом    | 467     | 103                | 275              | 89                   |